# Ираклий (сын Константа II)
Ираклий (греч. Ἡράκλειος; род. VII век, Константинополь) — византийский император-соправитель в 659—681 годах. Сын императора Константа II и Фаусты. Был коронован в 659 году, прежде чем его отец отправился в Италию. 
Со смертью Константа II в 668 году брат Ираклия Константин IV стал старшим императором. После 13 лет совместного правления вместе с Ираклием и Тиверием Константин попытался отстранить своих братьев от власти, но это вызвало военное восстание в феме Анатолик. Армия двинулась к Хрисополю и направила делегацию через Босфор в Константинополь, требуя, чтобы два брата оставались соправителями вместе с Константином IV, поскольку три императора символизировали Троицу. Константин утихомирил повстанцев, пообещав выполнить их требования. Армия отступила обратно в Анатолию, а зачинщики восстания вошли в город. Теперь, когда военная угроза исчезла, Константин немедленно казнил лидеров бунтовщиков.
Константин IV не мог больше доверять братьям, поскольку они стали причиной восстания; кроме того, император стремился передать власть собственному сыну (будущий император Юстиниан II). Где-то между 16 сентября и 21 декабря 681 года Константин приказал изувечить своих братьев и сестёр и стереть их имена из всей официальной документации; он постановил, что его сын Юстиниан II станет его преемником. После этого ни один из них не упоминается в исторических хрониках.